# 1104

## Догађаји
- 7. мај — Битка код Харана Крсташи под Балдуином II су поражени од стране Селџучких Турака. Балдуин и Жослен од Куртнеја су заробљени. Танкред (нећак Боемунда I) постаје регент Едесе. Пораз код Харана означава кључну прекретницу у ширењу крсташа.

- Лето – Византијска војска поново окупира киликијске градове Тарс, Адану и Мамистру. Морнаричка флота, под командом адмирала Кантакузена, прогони у кипарским водама ђеновљанску флоту и плови ка Латакији, где осваја луку и доњи град. Боемунд I појачава гарнизон у тврђави.
- Пролеће – Крсташи, предвођени Боемундом I, поново нападају територију Алепа и покушавају да заузму град Кафар Лата. Напад не успева због отпора локалног племена Бану. У међувремену, Жослен од Куртнеја прекида комуникације између Алепа и Еуфрата.
- 26. мај – Краљ Балдуин I заузима Акру, лука је опседнута од априла и блокирана од стране ђеновске и пизанске флоте. Балдуин обећава слободан пролаз онима који желе да се преселе у Аскалон, али италијански морнари пљачкају богате муслиманске емигранте и убијају многе од њих.
- Јесен – Боемунд I одлази у Италију по појачање. Са собом носи злато и сребро и драгоцене ствари да би подигао војску против византијског цара Алексија I Комнина. Танкред постаје савладар Антиохије – и поставља свог зета, Ричарда од Салерна, за свог заменика.
- Тогтекин, селџучки владар (атабег) Дамаска, оснива краткотрајну кнежевину у Сирији (први пример низа селџучких династија).Статуа краља Алфонса I (1104–1134)
- 28. септембар – Алфонсо I постаје краљ Арагона и Наваре (након смрти свог полубрата Петра I).
- Краљ Давид IV од Грузије побеђује 100.000 Селџучких Турака са само 1.500 ратника.
- Султан Килиџ Арслан I из Султаната Рум започиње рат са Данишмендидима.
- У Венецији је основан Млетачки арсенал.
- Након напада на Даи Вијет 1103. године, војска Чампе под краљем Џајом Индраварманом II успешно је повратила три провинције у региону Даи Ли, али су је националне снаге предводиле Ли Тхуонг Кјет брзо поразиле и била је приморана да се повуче из земље. Даи Вијет под династијом Ли је потом преузео контролу над три провинције Даи Ли.
- Јесен – Еруптира вулкан Хекла на Исланду и уништава фарме у кругу од око 70 км.

## Смрти
- Дукак

- Малик Гази

- Нићифор Мелисин

- Педро I од Арагона и Наваре